# Doran River
Doran River är ett vattendrag i Kanada.   Det ligger i provinsen Ontario, i den sydöstra delen av landet, 1 300 km nordväst om huvudstaden Ottawa. Doran River ligger vid sjön Thelma Lake.
Trakten runt Doran River är nära nog obefolkad, med mindre än två invånare per kvadratkilometer.